# Torneio Início do Campeonato Goiano
O Torneio Início Goiano, assim como os dos demais estados, foi uma tradicional competição realizada em um único dia, reunindo as principais equipes do estado de Goiás. As edições de 1940 e 1943 são conhecidas como Torneio Início do Citadino de Goiânia, pois os campeonatos referentes a esses anos não são reconhecidos como Campeonato Goiano.
Consistia em confrontos, numa tarde só, entre todos os times que disputariam o Campeonato Goiano. Servia como preparação e apresentação dos plantéis às torcidas. O regulamento estabelecia que o tempo de cada partida seria de 20 minutos, dividido em duas partes iguais, sem descanso, apenas mudando de lado.

## Regulamento
Baseado no Torneio Início do Campeonato Carioca, as partidas duravam apenas 20 minutos (10 por tempo). Apenas a final era maior: 60 minutos (30 por tempo). Além disso, o desempate foi resolvido de duas formas diferentes, dependendo do ano da disputa: ou pelo número de escanteios ou por disputa de pênaltis (contudo, nesse caso, havia três rodadas de pênaltis por equipe até a definição do vencedor – e todos os pênaltis deveriam ser batidos pelo mesmo jogador).

## Estádios
Todas as edições do Torneio Início ocorreram em Goiânia. Ao longo das edições foram utilizados dois estádios: Olímpico e Serra Dourada.
Até 1974 todas as edições foram disputadas no Olímpico, também conhecido pelos nomes de Estádio Oficial, Pedro Ludovico e Avenida Paranaíba. Com o término da construção do Serra Dourada, o campeonato, que ficou paralisado entre 1975 e 1983, retornou e começou a ser disputado no mesmo.

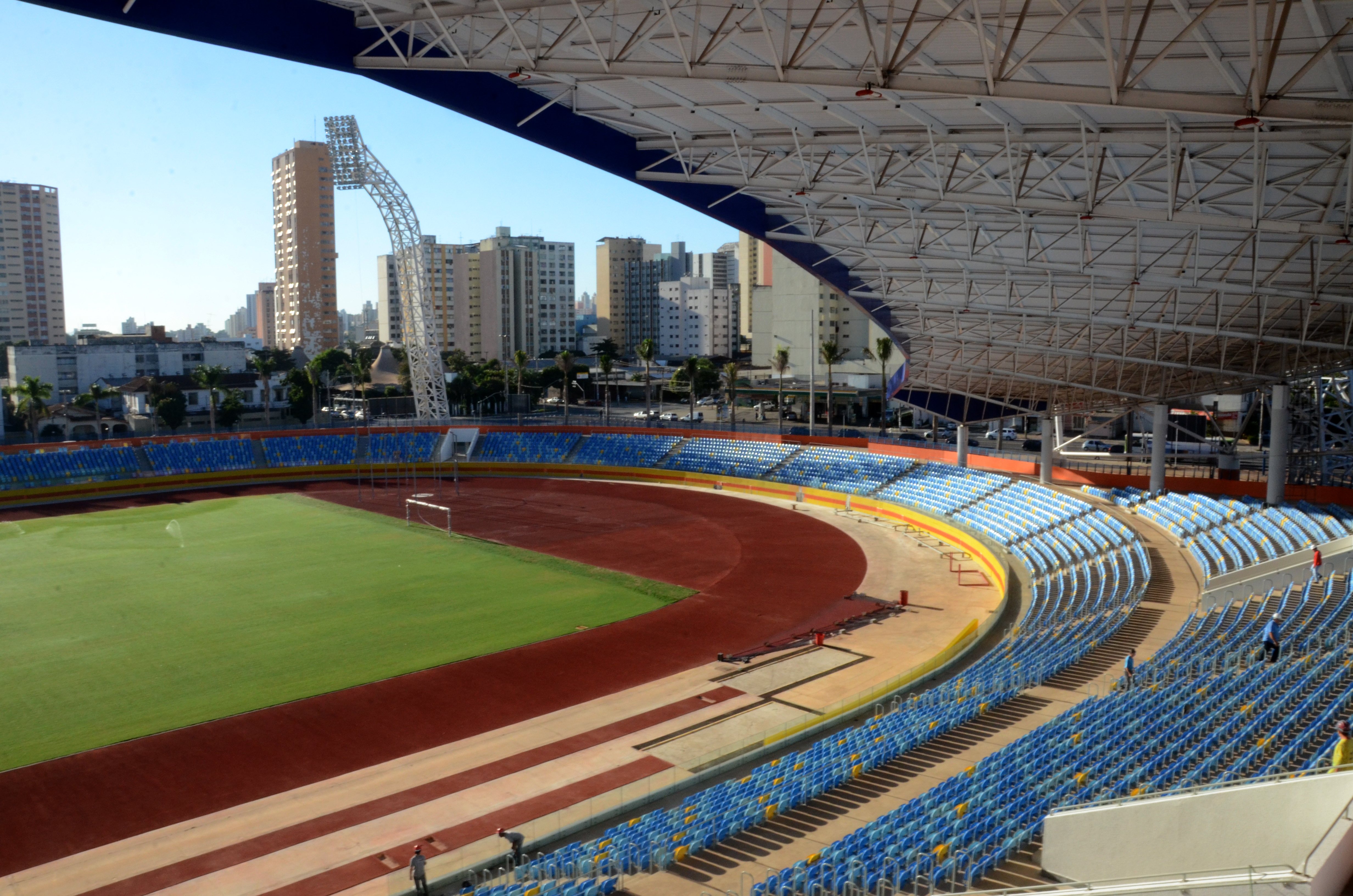
Estádio Olímpico.
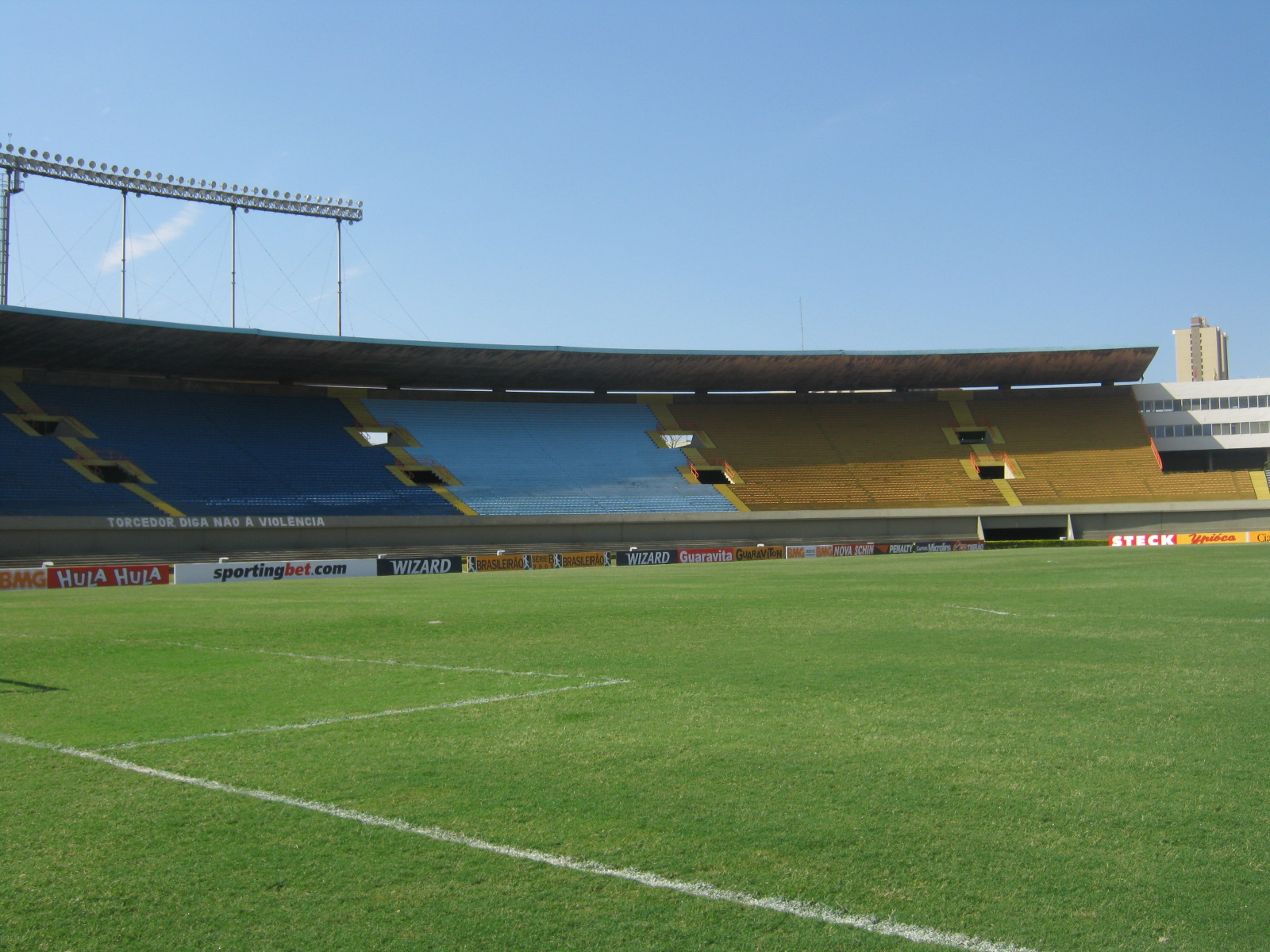
Estádio Serra Dourada.

## Campeões

### Primeira Divisão
OBS:
A. ^  Segundo o site de pesquisa Futebol de Goyaz, o Torneio Início de Goiânia de 1940 foi disputado por 5 clubes, tendo o Goiânia como campeão. A narrativa ganha ainda mais força com o trabalho de pesquisa feito por Djalma Oliveira de Souza, que ao escrever sobre a história do Goiânia, citou que o clube venceu o campeonato disputado por 5 equipes utilizando como fonte o jornal Folha de Goyaz do dia 21 de abril de 1940.
B. ^  O Goiânia ganhou o torneio de 1944. No entanto, perdeu o título pelas reclamações do Atlético sobre um jogador irregular.
C. ^  Algumas fontes afirmam que o torneio foi ganho pelo Goianás. Jornais, como Estadão, mostram que o Goiás ganhou o torneio.
r
E. ^  O site do Vila Nova mostra que ele foi campeão em 1962.
F. ^  O site do Vila Nova mostra que ele foi campeão em 1973. Na verdade o Santa Helena foi campeão da edição, após ganhar nos pênaltis do Vila Nova em pleno Estádio Olímpico.

### Segunda Divisão

#### Por clube[nota 2]

##### 1ª Divisão
| Clube               | Títulos                                                                | Vices                                               |
| ------------------- | ---------------------------------------------------------------------- | --------------------------------------------------- |
| Goiânia             | 11 (1940, 1943, 1946, 1947, 1950, 1952, 1953, 1954, 1963, 1967 e 1991) | 8 (1944, 1948, 1951, 1961, 1964, 1968, 1972 e 1974) |
| Goiás               | 9 (1948, 1951, 1955, 1956, 1958, 1960, 1968, 1971 e 1974)              | 1 (1966)                                            |
| Atlético Goianiense | 8 (1944, 1952, 1956, 1962, 1970, 1984, 1985 e 1986)                    | 5 (1940, 1943, 1945, 1947 e 1954)                   |
| Vila Nova           | 4 (1964, 1965, 1969 e 1972)                                            | 1 (1973)                                            |
| Campineira          | 2 (1959 e 1961)                                                        | 2 (1946, 1960 e 1963)                               |
| Goianás             | 1 (1957)                                                               | 1 (1959)                                            |
| Anápolis            | 1 (1966)                                                               | 1 (1965)                                            |
| Santa Helena        | 1 (1973)                                                               | 0                                                   |

##### 2ª Divisão
| Clube      | Títulos  | Vices    |
| ---------- | -------- | -------- |
| Santa Rita | 1 (1961) | 1 (1960) |
| Goianás    | 1 (1960) | 0        |

#### Por Cidade

##### 1ª Divisão
| Cidade       | Títulos | Equipes                                                                          |
| Goiânia      | 34      | Goiânia (11), Goiás (9), Atlético Goianiense (8), Vila Nova (4) e Campineira (2) |
| Anápolis     | 1       | Anápolis (1)                                                                     |
| Nova Veneza  | 1       | Goianás (1)                                                                      |
| Santa Helena | 1       | Santa Helena (1)                                                                 |

##### 2ª Divisão
| Cidade      | Títulos | Equipes        |
| Goiânia     | 1       | Santa Rita (1) |
| Nova Veneza | 1       | Goianás (1)    |